# Cerkiew Świętych Apostołów Piotra i Pawła w Walówce

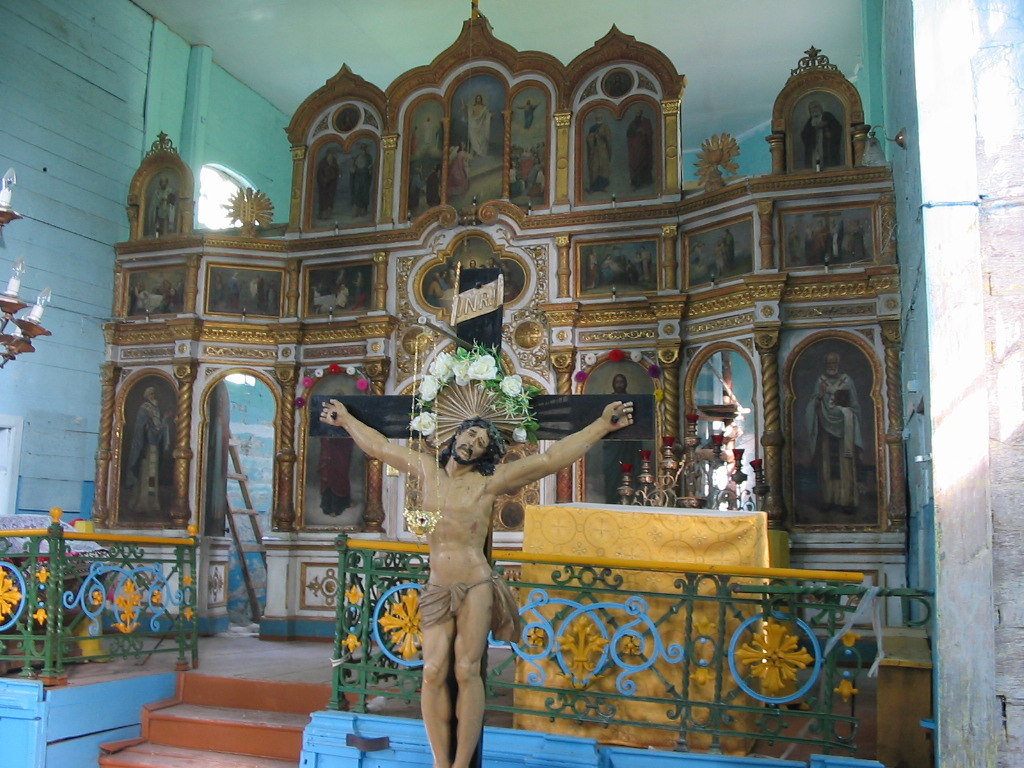
Wnętrze (2004)

Cerkiew pod wezwaniem Świętych Apostołów Piotra i Pawła – prawosławna cerkiew parafialna w Walówce. Należy do dekanatu nowogródzkiego eparchii nowogródzkiej Egzarchatu Białoruskiego Patriarchatu Moskiewskiego.

## Położenie
Cerkiew znajduje się w agromiasteczku Walówka, w rejonie nowogródzkim obwodu grodzieńskiego.

## Historia
Dawny kościół rzymskokatolicki pod wezwaniem Świętej Trójcy, wzniesiony w 1685. Fundatorem był wojewoda brzeskolitewski Stefan Kazimierz Kurcz. W 1736 obiekt zrekonstruowano. W 1835 świątynię przejęli prawosławni. W latach 40. XIX w. rozebrano górne kondygnacje bocznych wież. Obecnie istniejącą wieżę-dzwonnicę dobudowano w latach 30. XX w.

## Architektura
Budowla drewniana. Od frontu trójkondygnacyjna wieża-dzwonnica, połączona z nawą. Fasada nawy z pozostałościami (dolnymi kondygnacjami) bocznych wież. Prezbiterium mniejsze od nawy, zamknięte trójbocznie, z boczną zakrystią. Dachy cerkwi blaszane (pierwotnie były kryte gontem). Dzwonnica kryta daszkiem namiotowym. Nad nawą dach jednokalenicowy, z wieżyczką zwieńczoną baniastym hełmem. Wewnątrz znajduje się ikonostas, sprowadzony po 1920 z warszawskiego soboru św. Aleksandra Newskiego.